# Pierre Casiraghi
Pierre Casiraghi (La Colle, Mónaco; 5 de septiembre de 1987) es el tercer hijo de la princesa Carolina de Mónaco y Stéfano Casiraghi, por tanto sobrino del príncipe Alberto II de Mónaco y nieto del príncipe Raniero de Mónaco y de Grace Kelly. Desde 2015 está casado con la condesa italiana Beatrice Borromeo, con quien tiene dos hijos: Stefano (nacido en 2017) y Francesco (nacido en 2018). Puede representar en actos oficiales al Príncipe Soberano de Mónaco.
Pierre ocupa el octavo puesto en la línea sucesoria del trono monegasco, por detrás de sus primos Jaime y Gabriela, de su madre, la princesa Carolina; de su hermano Andrea y de sus sobrinos Alexander, India y Maximilian Casiraghi.

## Biografía

### Nacimiento
Pierre es el tercer hijo de la pareja compuesta por Carolina de Mónaco y Stéfano Casiraghi. Nació en el Centro Hospitalario Princesa Grace el 5 de septiembre de 1987. En el momento de su nacimiento, ocupó el tercer puesto en la línea de sucesión, por detrás de su madre y su hermano Andrea. A pesar de tener derechos sucesorios, Pierre no ostenta ningún título nobiliario, al igual que sus hermanos Andrea y Carlota.

### Bautismo
Pierre fue bautizado el 19 de diciembre de 1987 en la capilla del Palacio de Mónaco. Sus padrinos de bautismo fueron su tío materno, el príncipe Alberto; y su tía paterna, Laura Sabatini, esposa del hermano de su padre, Daniele Casiraghi.
Nombres
- Pierre: Por su bisabuelo materno Pierre de Polignac.[4]
- Rainier: Por su abuelo materno Raniero III de Mónaco.
- Stéfano: Por su padre, Stéfano Casiraghi.

### Hermanos
- Andrea Casiraghi, nacido el 8 de junio de 1984.
- Carlota Casiraghi, nacida el 3 de agosto de 1986.
- Alejandra de Hannover, nacida el 20 de julio de 1999. Hermana por parte de madre.

### Primeros años
Cuando tenía tres años de edad su padre falleció en un accidente de navegación en Mónaco. Después de la muerte de su padre, su madre, decidió trasladarse a vivir con sus tres hijos a la ciudad francesa de Saint-Rémy-de-Provence. En 1999, cuando su madre se casó con Ernesto de Hannover, toda la familia se trasladó a Fontainebleau.

### Estudios
Asistió a la escuela pública de Saint-Rémy-de-Provence. En 2005, estando instalado en Fontainebleau, Pierre obtuvo su título de bachillerato francés. Poco después empezó a estudiar Derecho en la Universidad Panthéon-Assas de París. En 2006 se trasladó a Milán para cursar un grado de Economía Internacional y Administración en la Universidad de Bocconi, donde se graduó en 2009.
Además del francés, habla fluidamente inglés e italiano y tiene conocimientos de alemán. También toca el saxofón.

### Carrera profesional
En junio de 2009 se convirtió en el máximo accionista de la empresa Engeco, que fue fundada por su padre en 1984 y que se dedica al negocio de mobiliario de lujo. También controla la mayoría de las acciones de la aerolínea Moncair.
En 2011 fue nombrado miembro honorífico de la Cámara Económica Joven de Mónaco (JCEM).

### Deportes
Pierre es asiduo a las carreras de coches y las regatas. 

## Matrimonio y descendencia

### Noviazgo
En 2008, mientras estudiaba en Milán, conoció a la condesa italiana Beatrice Borromeo, hija del conde Carlos Fernando Borromeo y de su segunda esposa, Paola Marzotto. La pareja inició una relación sentimental en 2009, que culminó en compromiso matrimonial en diciembre de 2014.

### Boda
La pareja celebró el enlace civil el 25 de julio de 2015 en el Palacio de Mónaco. La boda religiosa tuvo lugar el 1 de agosto en las Islas Borromeas, concretamente en la Isla Bella, ubicadas en lago Maggiore y propiedad de la familia de Beatrice. A la ceremonia, asistieron miembros de la familia Grimaldi así como otros rostros conocidos como los príncipes Haakon y Mette-Marit de Noruega o la cantante Lana del Rey.

### Hijos
En noviembre de 2016 saltó la noticia de que Beatrice estaba embarazada por primera vez. Stéfano Casiraghi, primer hijo de la pareja, nació el 28 de febrero de 2017 en el Centro Hospitalario Princesa Grace.
En enero de 2018, algunos medios revelaron que la pareja estaba esperando su segundo hijo. Beatrice dio a luz al segundo hijo del matrimonio, Francesco Casiraghi, el 21 de mayo de 2018.
- Stefano Ercole Carlo Casiraghi, nacido el 28 de febrero de 2017.
- Francesco Carlo Albert Casiraghi, nacido el 21 de mayo de 2018.

Actualmente, el matrimonio se encuentra esperando su primera hija en común.

## Representación de Mónaco
A pesar de no tener título real, Pierre sí tiene derechos sucesorios y, como sus hermanos, representan a su tío, el príncipe Alberto, en diversos actos en Mónaco y fuera de sus fronteras. Regularmente participa en las celebraciones del Día Nacional de Mónaco, así como otros compromisos que congregan a toda la familia Grimaldi.
En febrero de 2007, acompañó a su madre, la princesa Carolina, en un viaje humanitario a Níger, Burundi, Congo y Sudáfrica.
Es padrino de la carrera benéfica "Navega por una causa", que tiene por objetivo recaudar fondos para las organizaciones Maison Notre Dame de Paix y Monaco Collectif Humanitaire, ambas dedicadas a proporcionar ayuda a niños de todo el mundo.

## Árbol genealógico
|  |                                              |  |  |  |  |  |  |  |  |  |  |  |  |  |  |  |
|  | 4. Giancarlo Casiraghi                       |  |  |  |  |  |  |  |  |  |  |  |  |  |  |  |
|  |                                              |  |  |  |  |  |  |  |  |  |  |  |  |  |  |  |
|  |                                              |  |  |  |  |  |  |  |  |  |  |  |  |  |  |  |
|  | 2. Stéfano Casiraghi                         |  |  |  |  |  |  |  |  |  |  |  |  |  |  |  |
|  |                                              |  |  |  |  |  |  |  |  |  |  |  |  |  |  |  |
|  |                                              |  |  |  |  |  |  |  |  |  |  |  |  |  |  |  |
|  | 5. Fernanda Biffi                            |  |  |  |  |  |  |  |  |  |  |  |  |  |  |  |
|  |                                              |  |  |  |  |  |  |  |  |  |  |  |  |  |  |  |
|  |                                              |  |  |  |  |  |  |  |  |  |  |  |  |  |  |  |
|  | 1. Pierre Casiraghi                          |  |  |  |  |  |  |  |  |  |  |  |  |  |  |  |
|  |                                              |  |  |  |  |  |  |  |  |  |  |  |  |  |  |  |
|  |                                              |  |  |  |  |  |  |  |  |  |  |  |  |  |  |  |
|  | 24. Conde Magencio Melchor de Polignac       |  |  |  |  |  |  |  |  |  |  |  |  |  |  |  |
|  |                                              |  |  |  |  |  |  |  |  |  |  |  |  |  |  |  |
|  |                                              |  |  |  |  |  |  |  |  |  |  |  |  |  |  |  |
|  | 12. Príncipe Pedro María, Conde de Polignac  |  |  |  |  |  |  |  |  |  |  |  |  |  |  |  |
|  |                                              |  |  |  |  |  |  |  |  |  |  |  |  |  |  |  |
|  |                                              |  |  |  |  |  |  |  |  |  |  |  |  |  |  |  |
|  | 25. Susana Mariana de la Torre y Mier        |  |  |  |  |  |  |  |  |  |  |  |  |  |  |  |
|  |                                              |  |  |  |  |  |  |  |  |  |  |  |  |  |  |  |
|  |                                              |  |  |  |  |  |  |  |  |  |  |  |  |  |  |  |
|  | 6. Príncipe Raniero III de Mónaco            |  |  |  |  |  |  |  |  |  |  |  |  |  |  |  |
|  |                                              |  |  |  |  |  |  |  |  |  |  |  |  |  |  |  |
|  |                                              |  |  |  |  |  |  |  |  |  |  |  |  |  |  |  |
|  | 26. Príncipe Luis II de Mónaco               |  |  |  |  |  |  |  |  |  |  |  |  |  |  |  |
|  |                                              |  |  |  |  |  |  |  |  |  |  |  |  |  |  |  |
|  |                                              |  |  |  |  |  |  |  |  |  |  |  |  |  |  |  |
|  | 13. Princesa Carlota, Duquesa de Valentinois |  |  |  |  |  |  |  |  |  |  |  |  |  |  |  |
|  |                                              |  |  |  |  |  |  |  |  |  |  |  |  |  |  |  |
|  |                                              |  |  |  |  |  |  |  |  |  |  |  |  |  |  |  |
|  | 27. Marie Juliette Louvet                    |  |  |  |  |  |  |  |  |  |  |  |  |  |  |  |
|  |                                              |  |  |  |  |  |  |  |  |  |  |  |  |  |  |  |
|  |                                              |  |  |  |  |  |  |  |  |  |  |  |  |  |  |  |
|  | 3. Princesa Carolina de Mónaco               |  |  |  |  |  |  |  |  |  |  |  |  |  |  |  |
|  |                                              |  |  |  |  |  |  |  |  |  |  |  |  |  |  |  |
|  |                                              |  |  |  |  |  |  |  |  |  |  |  |  |  |  |  |
|  | 28. John Henry Kelly                         |  |  |  |  |  |  |  |  |  |  |  |  |  |  |  |
|  |                                              |  |  |  |  |  |  |  |  |  |  |  |  |  |  |  |
|  |                                              |  |  |  |  |  |  |  |  |  |  |  |  |  |  |  |
|  | 14. John Brendan Kelly                       |  |  |  |  |  |  |  |  |  |  |  |  |  |  |  |
|  |                                              |  |  |  |  |  |  |  |  |  |  |  |  |  |  |  |
|  |                                              |  |  |  |  |  |  |  |  |  |  |  |  |  |  |  |
|  | 29. Mary Anne Costello                       |  |  |  |  |  |  |  |  |  |  |  |  |  |  |  |
|  |                                              |  |  |  |  |  |  |  |  |  |  |  |  |  |  |  |
|  |                                              |  |  |  |  |  |  |  |  |  |  |  |  |  |  |  |
|  | 7. Grace Patricia Kelly                      |  |  |  |  |  |  |  |  |  |  |  |  |  |  |  |
|  |                                              |  |  |  |  |  |  |  |  |  |  |  |  |  |  |  |
|  |                                              |  |  |  |  |  |  |  |  |  |  |  |  |  |  |  |
|  | 30. Carl Majer                               |  |  |  |  |  |  |  |  |  |  |  |  |  |  |  |
|  |                                              |  |  |  |  |  |  |  |  |  |  |  |  |  |  |  |
|  |                                              |  |  |  |  |  |  |  |  |  |  |  |  |  |  |  |
|  | 15. Margaret Katherine Majer                 |  |  |  |  |  |  |  |  |  |  |  |  |  |  |  |
|  |                                              |  |  |  |  |  |  |  |  |  |  |  |  |  |  |  |
|  |                                              |  |  |  |  |  |  |  |  |  |  |  |  |  |  |  |
|  | 31. Margaretha Berg                          |  |  |  |  |  |  |  |  |  |  |  |  |  |  |  |
|  |                                              |  |  |  |  |  |  |  |  |  |  |  |  |  |  |  |
|  |                                              |  |  |  |  |  |  |  |  |  |  |  |  |  |  |  |